# سد كوكاتسورا-آيكي
سد كوكاتسورا-آيكي هو سد ترابي يقع في محافظة ميه في اليابان. يستخدم السد للري. يحجز السد حوالي هكتار واحد من الأرض عندما يمتلئ ويمكنه تخزين 80 ألف متر مكعب من المياه. اكتمل بناء السد في عام 1895. 